# Monastero di Tatev
Il monastero di Tatev (in armeno Տաթևի վանք?) è un monastero armeno in rovina del IX secolo che si trova su un ampio altopiano basaltico vicino al villaggio di Tatev, nella provincia di Syunik, in Armenia sudorientale.
Nei pressi del monastero è situata una delle due stazioni della funivia di Tatev, la funivia area bifune più lunga del mondo, aperta nel 2010.

## Descrizione
Con il termine "Tatev" si fa di solito riferimento al monastero. Il complesso monastico sorge sul margine di una profonda gola del fiume Vorotan. Tatev è conosciuta come sede del vescovo di Syunik e ha giocato un ruolo significativo nella storia della regione, assurgendo a centro economico, politico, spirituale e culturale.

## Storia
Fondato tra l'895 e il 906, nel XIV e XV secolo il monastero ha ospitato una delle più importanti università medievali armene, l'Università di Tatev, che ha apportato progressi in scienze, religione e filosofia, oltre che un notevole contributo alla preservazione della cultura e del credo armeno mediante la riproduzione di libri e lo sviluppo della miniatura armena.